# خالد الکاشف
خالد الکاشف (انگلیسی: Khaled El-Kashef؛ زادهٔ ۱ اکتبر ۱۹۴۶) بازیکن واترپلو اهل مصر بود.